# Place Saint-Pierre (Paris)
Der Place Saint-Pierre ist ein Platz im 18. Arrondissement von Paris im Quartier de Clignancourt.

## Lage
Der Platz liegt am Aufstieg zur Sacré-Cœur de Montmartre.

## Namensursprung
Der Name wurde gewählt, da der Platz in der Nähe der Église Saint-Pierre de Montmartre liegt.

## Geschichte
Früher war der Platz mit dem Abraum aus den Steinbrüchen des Montmartre, deren Zugänge in der Rue Ronsard lagen, besetzt.
1853 ließ M. Piémontési, Bürgermeister von Montmartre, den Platz räumen und machte ihn somit für die Allgemeinheit zugängig.
Während der Belagerung von Paris (1870–1871) starteten von diesem Platz vier Ballons:
- 23. September 1870: Le Neptune, der erste Ballon verlässt Paris
- 7. Oktober 1870: L’Armand-Barbès befördert Eugène Spuller und Léon Gambetta
- 7. Oktober 1870: Le George-Sand
- 12. Oktober 1870: Le Louis-Blanc

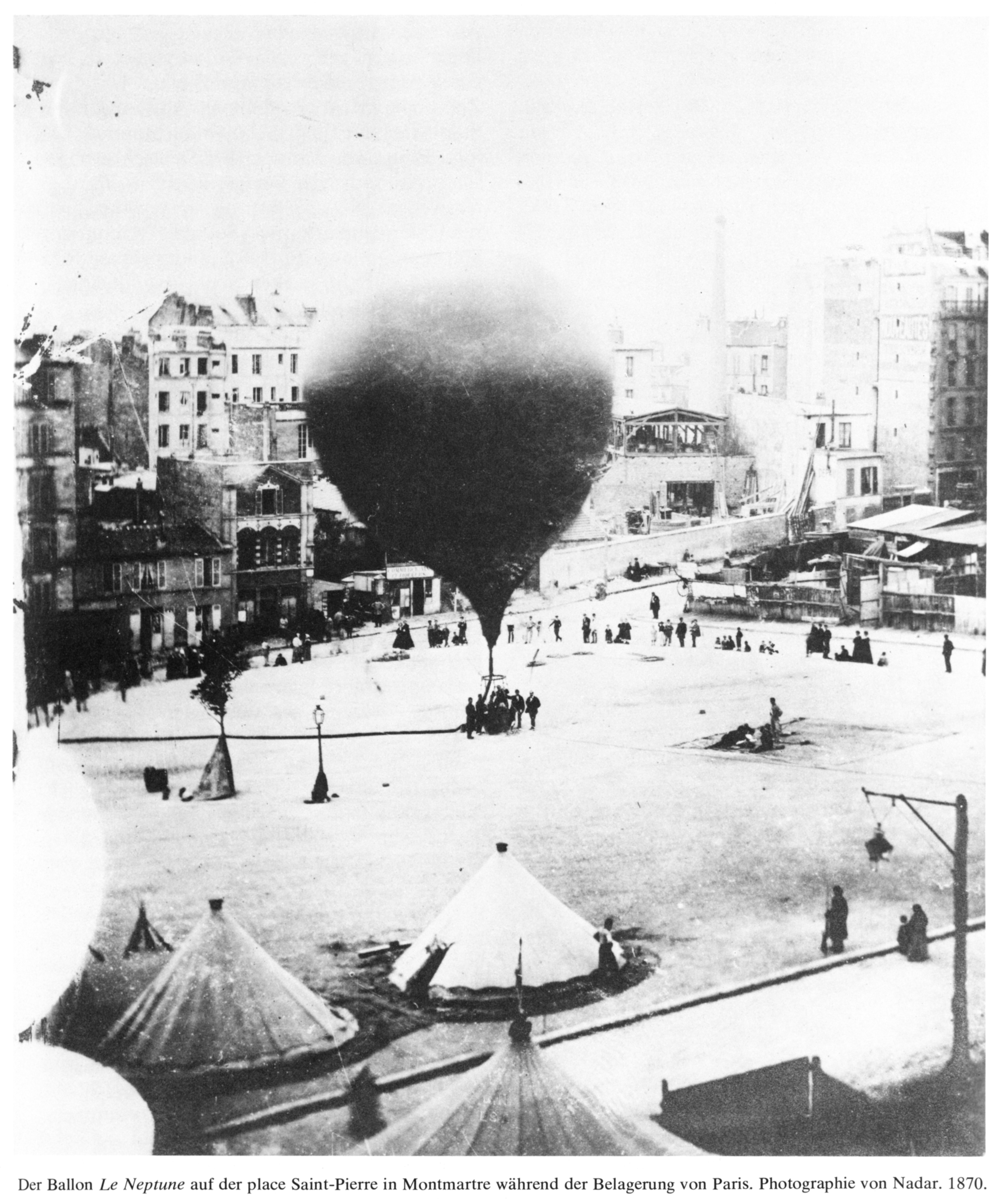
Der Ballon Le Neptune auf dem Platz Saint-Pierre, Foto von Nadar
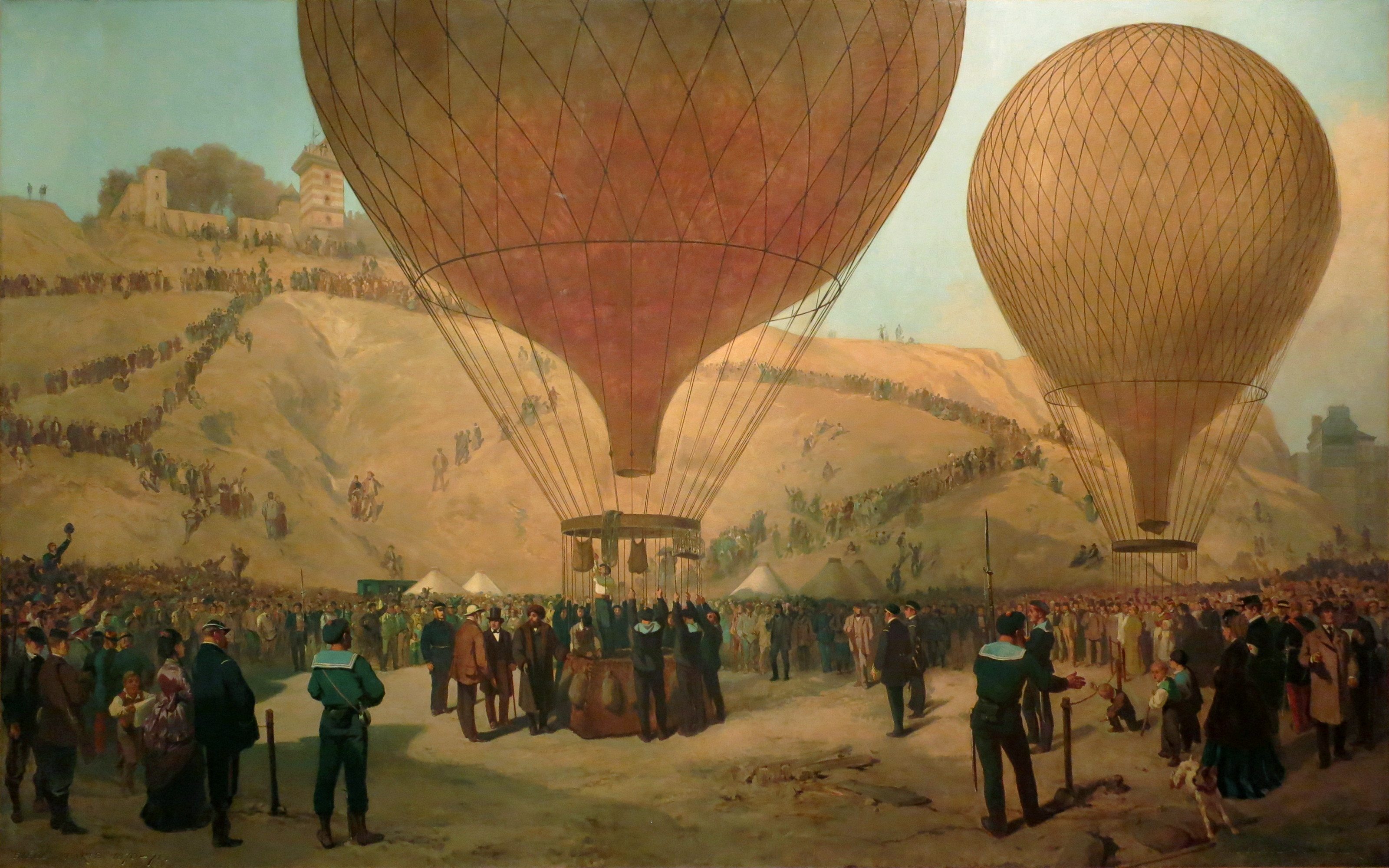
Bild von Jules Didier und Jacques Guiaud zum Abflug der Ballone Armand-Barbès (mit Gambetta) und George-Sand